# Reinhold von Hedenberg
Johan Henrik Reinhold von Hedenberg, född 16 augusti 1839 i Piteå landsförsamling, död 30 maj 1901 i Härnösands församling, var en svensk jägmästare och politiker.
von Hedenberg föddes på överstebostället Gran i Öjebyn. Fadern Carl August von Hedenberg var landshövding i Norrbottens län när Piteå var residensstad. von Hedenberg blev furir vid Norrbottens fältjägarkår 1858, student vid Uppsala universitet 1860 och elev vid Skogsinstitutet samma år, där han utexaminerades 1862. År 1864 avlade han kameralexamen vid Uppsala universitet och blev samma år först kammarskrivare i Kammarkollegium och sedan landskontorist i Västerbottens län. På hösten samma år blev von Hedenberg extra överjägare i Västerbottens län och 1867 ordinarie överjägare där. År 1869 tillträdde han som jägmästare i Norra Lycksele revir men fick 1890 förflyttning till Södra Ångermanlands revir och hade efter dess uppdelning sin tjänst från år 1900 i Härnösands revir.
von Hedenberg var ledamot av Västerbottens läns landsting 1876–1884 och hade flera kommunala uppdrag i Härnösand. Därutöver var han ledamot av direktionen för sparbanken i Härnösand och bankens kassadirektör. Han blev riddare av Vasaorden 1879.
Han gifte sig 1869 med Agnes Schmidt, som var född 1847 på Sävar bruk i Sävars socken och avled 1907 i Stockholm. Hon var dotter till kaptenen Ludvig Anton Schmidt, vilken tillhörde släkten af Schmidt men ej hade adlig rang. Av makarnas många barn var telegrafisten Gurli von Hedenberg gift med byråchefen Thorvald Fürst och Karin von Hedenberg gift med överstelöjtnanten Einar Nerman.